# جان مک‌لاود (فیزیولوژیست)
جان مک‌لاود (به انگلیسی: John James Richard Macleod) پزشک, روانشناس اسکاتلندی برنده جایزه نوبل فیزیولوژی و پزشکی در سال ۱۹۲۳ به خاطرکشف انسولین بود.